# Runcinidae
Runcinidae is een familie van weekdieren uit de klasse van de Gastropoda (slakken).

## Geslachten
- Edmundsina Ortea, 2013
- Ildica Bergh, 1889
- Karukerina Ortea, 2013
- Lapinura Er. Marcus & Ev. Marcus, 1970
- Metaruncina Baba, 1967
- Pseudoilbia M. C. Miller & Rudman, 1968
- Runcina Forbes [in Forbes & Hanley], 1851
- Runcinella Odhner, 1924
- Runcinida Burn, 1963

### Synoniemen
- Pelta Quatrefages, 1844 => Runcina Forbes [in Forbes & Hanley], 1851
- Runnica M. C. Miller & Rudman, 1968 => Runcina Forbes [in Forbes & Hanley], 1851